# Inodrillia aepynota
Inodrillia aepynota là một loài ốc biển, là động vật thân mềm chân bụng sống ở biển trong họ Turridae.